# 小卡尔·林奈
小卡尔·林奈（Carl Linnaeus the Younger、Carl von Linné、Carolus Linnaeus the Younger、Linnaeus filius，1741年1月20日—1783年11月1日）为瑞典自然学家。其为卡尔·林奈的儿子。